# كأس المقاطعات الأوروبية 2019
كأس المقاطعات الأوروبية 2019 هي النسخة الحادية عشر من كأس المقاطعات الأوروبية، وهي مسابقة كرة قدم لفرق الهواة في أوروبا تنظم من قبل الويفا. فاز فريق زغرب بالنسخة السابقة في 2017.